# 納爾當加烏帕齊拉
納爾當加乌帕齐拉是孟加拉国諾多爾縣的一个乌帕齐拉，位於拉傑沙希专区的諾多爾縣。

## 人口
據1991年孟加拉國人口普查，納爾當加共有戶數35,475戶，人口173411人。其中男性佔比51.39%，女性佔比48.61%；成年人口83,466人。該地7歲以上人口之平均識字率為21.1%，低於全國平均值（32.4%）。